# Maria Anna von Savoyen (1757–1824)

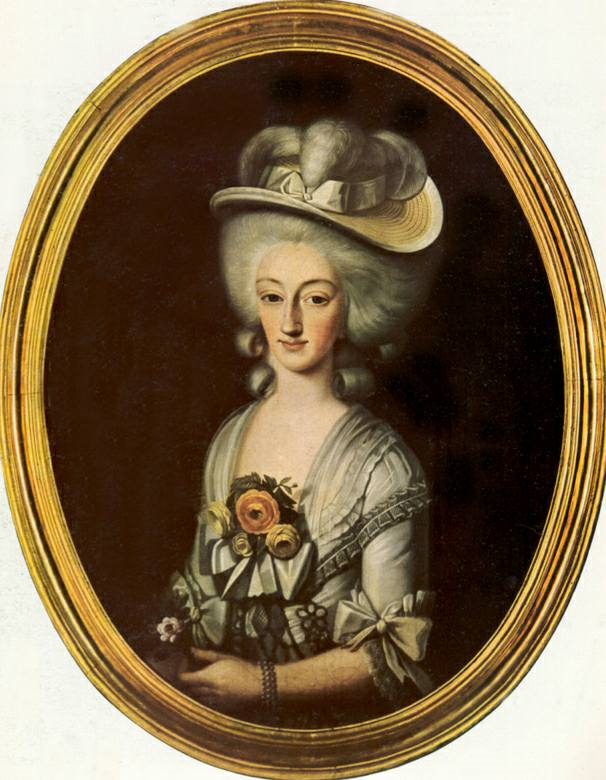

Maria Anna Carolina Gabriella di Savoia (* 17. Dezember 1757 in Turin; † 11. Oktober 1824 ebenda, geborene Prinzessin von Savoyen) war Herzogin von Chablais durch ihre Ehe mit Benedetto di Savoia (1741–1808).

## Leben
Maria Anna wurde 1757 im Königspalast von Turin als Tochter von König Viktor Amadeus III. von Savoyen und der Infantin Maria Antonia von Spanien, Tochter von König Philipp V. von Spanien und Elisabeth Farnese, Prinzessin von Parma, geboren.
Sie wurde mit ihrem Onkel Benedetto di Savoia, Herzog von Chablais, verheiratet. Die Eheschließung fand am 19. März 1775 in Turin statt. Die Ehe blieb kinderlos. Marianna von Savoyen hatte gute Beziehungen zu ihrer Schwägerin Maria Clotilde von Frankreich und Maria Theresia von Österreich-Este sowie zu Benedikt, den sie immer als ihren Onkel und nicht als ihren Ehemann ansah.
Nach Napoleons Besetzung Italiens verließen sie und die Herzöge von Chablais Turin und gingen nach Sardinien, wo sie bis Ende 1799 blieben. Dann verließen sie die Insel und zogen 1808 nach Rom. Nach dem Tod ihres Ehemanns im Jahr 1808 zog sie nach Turin in den Palazzo Chiablese, den sie später Carlo Felice von Savoyen vermachte. 1820 kaufte sie die Villa Rufinella von Lucien Bonaparte.
Sie starb 1824 im Alter von sechsundsechzig Jahren im Schloss Stupinigi bei Turin.